# Districtul Mueang Pattani
Mueang Pattani (thailandeză เมืองปัตตานี) este districtul capitală (Amphoe Mueang) în Provincia Pattani, în Thailanda de sud.

## Istorie
Această zonă era centrul Regatului Pattani. Pe vremea regelui Rama al II-lea, acesta a cerut să împartă regatul în 7 orașe (Mueang): Pattani, Yaha, Yaring, Nong Chik, Ra-ngae, Raman și Sai Buri. Acesta a fost prima dată locuit pentru a fi un district în 1901. Pattani era districtul central al Monthon Pattani-ului când Rama al V-lea a creat monthon-ul în 1906.

## Geografie
Districtele vecine sunt amphoe-ul Yaring, amphoe-ul Yarang și amphoe-ul Nong Chik. La nord este Golful Thailandei.
Resursa importantă de apă este Râul Tani.

## Administrație
Districtul este subdivizat în 13 subdistricte (tambon), care sunt subdivizate în 66 sate (muban). Pattani este un oraș (thesaban mueang) și încojoară tambon-urile Sabarang, Anoru and Chabang Tiko. Sunt ulterior 14 organizații administrative ale tambon-ului.
| Număr | Nume          | Thailandeză | Sate | Locuitori |  |
| ----- | ------------- | ----------- | ---- | --------- |  |
| 1.    | Sabarang      | สะบารัง      | -    | 24,205    |  |
| 2.    | Ano Ru        | อาเนาะรู     | -    | 11,640    |  |
| 3.    | Chabang Tiko  | จะบังติกอ     | -    | 7,786     |  |
| 4.    | Bana          | บานา        | 11   | 18,409    |  |
| 5.    | Tanyong Lulo  | ตันหยงลุโละ   | 3    | 6,170     |  |
| 6.    | Khlong Maning | คลองมานิง    | 4    | 2,986     |  |
| 7.    | Kamiyo        | กะมิยอ       | 7    | 4,297     |  |
| 8.    | Barahom       | บาราโหม     | 3    | 2,839     |  |
| 9.    | Paka Harang   | ปะกาฮะรัง    | 8    | 4,759     |  |
| 10.   | Ru Samilae    | รูสะมิแล      | 6    | 15,764    |  |
| 11.   | Talubo        | ตะลุโบะ      | 9    | 6,370     |  |
| 12.   | Baraho        | บาราเฮาะ    | 8    | 6,813     |  |
| 13.   | Puyut         | ปุยุด         | 7    | 6,264     |  |

Atracții principale
- Altarul Chao Mae Lim Kor Niew
- Moscheea Centrală Pattani
- Moscheea Krue Se
- Pilonul Altar al orașului Pattani